# Französische Badmintonmeisterschaft 1983
Die Französische Badmintonmeisterschaft 1983 fand in Lyon statt. Es war die 34. Austragung der nationalen Titelkämpfe im Badminton in Frankreich.

## Titelträger
| Disziplin    | Sieger                                   |
| ------------ | ---------------------------------------- |
| Herreneinzel | Jean-Claude Bertrand                     |
| Dameneinzel  | Catherine Lechalupé                      |
| Herrendoppel | Jean-Claude Bertrand Lam Quan Tong       |
| Damendoppel  | Patricia Choel Catherine Lechalupé       |
| Mixed        | Jean-Claude Bertrand Catherine Lechalupé |